# ハイカラさん
『ハイカラさん』は、1982年（昭和57年）4月5日から10月2日まで放送されたNHKの連続テレビ小説第29作。

## 概要
明治のハイカラ娘が、当時はまだ珍しかった外国人専用のリゾートホテルを造り上げる奮闘記。
主人公にモデルはおらず物語は完全なフィクションだが、津田梅子や山川捨松と同年代の江戸時代生まれの人物を主人公とし、明治15年という今作品までで最も古い時代から物語が始まる連続テレビ小説となった。
静岡県が主な舞台の一つとなった最初の作品である。
1982年の平均視聴率は36.2%、最高視聴率は44.9%（関東地区、ビデオリサーチ調べ）。
1997年4月7日から10月4日までBS2で再放送された。
ソフト化とネット配信はされていないが、第1週と最終週の放送をNHK番組公開ライブラリーで視聴できる。

## キャスト
野沢文 → 桐原文
演 - 手塚理美
仙蔵
演 - 三国一朗
継父。
花
演 - 藤村志保
母。
仙太郎
演 - 河原崎建三
義兄。
桐原次郎太
演 - 木村四郎
夫。
石川留吉
演 - 坂上二郎
従業員。
石川きく
演 - 根岸季衣
留吉の妻で従業員。
山川捨松
演 - 丘山未央
文の友人。
津田梅子
演 - 清水泉
今出川蘭子
演 - ジュディ・オング
開花軒の経営者。
小林敬作
演 - 尾藤イサオ
コック。
重太郎
演 - 市川詳之助
加賀屋の主人。
フサエ
演 - 高森和子
重太郎の妻。
加賀波江
演 - 中帆登美
トミ
演 - かたせ梨乃
ミートマン・ペーター
演 - デビッド・ジョーンズ
メリーさん
演 - バーバラ寺岡
野沢新平
演 - 鶴見辰吾
文の息子。
リツ子
演 - 栗田陽子
男装している医学生。
その他
演 - 新克利、三浦浩一、西田健、清水郁子、戸川京子、坂部文昭、沼田爆、角替和枝、倉地雄平

## スタッフ
- 作 - 大藪郁子[3]
- 音楽 - 千野秀一[3]
- 主題歌 - 古家杏子「ふたりなら」[11]
- 演出 - 椿恭造[3]
- タイトル画 - 安野光雅
- 語り - 川久保潔[3]

## 関連文献
- 大藪郁子『ハイカラさん』日本放送出版協会、1982年4月10日。